# Polje Krapinsko
Polje Krapinsko is een plaats in de gemeente Krapina in de Kroatische provincie Krapina-Zagorje. De plaats telt 682 inwoners (2001).